# Szürke
A szürke átmeneti szín a fekete és a fehér színek között. Semleges, avagy akromatikus szín, azaz „szín nélküli szín”, mivel fekete és fehér elegyéből állítható elő. Szürke színű többek között a borult égbolt, a hamu vagy az ólom is.
A szürke szó angol változatának, a gray-nek (írják még grey-nek is) első írásos feljegyzése 700-ból származik. Felmérések szerint a szürke színt a nyugati világban leginkább a semlegességgel, az unalommal, a konformitással, a bizonytalansággal, az idős korral és a közönnyel társítják. Az emberek alig 1%-a jelölte meg a szürkét mint kedvenc színét egy felmérés során.

## Fordítás
- Ez a szócikk részben vagy egészben  a   Grey című angol Wikipédia-szócikk ezen változatának fordításán alapul.  Az eredeti cikk szerkesztőit annak laptörténete sorolja fel. Ez a jelzés csupán a megfogalmazás eredetét és a szerzői jogokat jelzi, nem szolgál a cikkben szereplő információk forrásmegjelöléseként.